# Automateneinrichter
Automateneinrichter ist die Berufsbezeichnung für eine Tätigkeit in einem Betrieb, der Bearbeitungsautomaten für Teile aus Metall, Kunststoff, Holz oder anderen Werkstoffen für die Herstellung von Serienteilen verwendet.
Die Tätigkeit des Automateneinrichters besteht vorwiegend im Einbau von Bearbeitungswerkzeugen in die Automaten, in der qualitativen Beurteilung der ersten Produkte bis zum Anlauf der Serienproduktion, der Wartung der Maschinen bei Verschleiß der Werkzeuge und dem Umbau der Automaten nach Ende der Serienfertigung.
Typische Berufsbezeichnungen sind: Drehautomateneinrichter, Zerspanungsmechaniker und Maschinen- und Anlagenführer (jeweils auch in weiblicher Form).